# اوله لیشیها
اوله لیشیها (اوکراینی: Олег Лишега؛ ۳۰ اکتبر ۱۹۴۹ – ۱۷ دسامبر ۲۰۱۴) شاعر، مترجم اهل اوکراین بود.
وی همچنین برندهٔ جوایزی همچون برنامه فولبرایت شده‌است.